# Криволаповка
Криволаповка (рос. Криволаповка) — присілок в Мантуровському районі Курської області Російської Федерації.
Населення становить 76 осіб. Входить до складу муніципального утворення Ріпецька сільрада.

## Історія
Населений пункт розташований на території українського етнічного та культурного краю Східна Слобожанщина.
Від 2004 року входить до складу муніципального утворення Ріпецька сільрада.

## Населення
| 2002 | 2010 |
| ---- | ---- |
| 71   | ↗76  |